# Jozef Malovec
Jozef Malovec (24. března 1933 Hurbanovo – 7. října 1998 Bratislava) byl slovenský hudební skladatel.

## Život
Po maturitě na gymnáziu v Nitře studoval kompozici, nejprve na Vysoké škole múzických umění v Bratislavě u Alexandra Moyzese a od roku 1954 na Akademii múzických umění v Praze u Jaroslava Řídkého a Vladimíra Sommra.
Od roku 1957 byl redaktorem a dramaturgem Československého rozhlasu v Bratislavě. Absolvoval prázdninové kurzy Nové hudby v Darmstadtu a v roce 1977 se stal redaktorem Elektroakustického studia Československého rozhlasu v Bratislavě.

## Ocenění
- Cena československé hudební kritiky za elektronickou skladbu (1968)
- Cena Zväzu slovenských skladateľov (1980)
- Zasloužilý umělec (1989)
- Uznání ministerstva kultury za hledání hloubek poselství moderní slovenské hudby (1998)

## Dílo

### Orchestrální skladby
- Scherzo (1956)
- Predohra (1957)
- Bagately (1961)
- Koncertná hudba (1967)
- Preludio alla valse (1975)
- Óda (klavír a orchestr, 1979)
- Divertimento per archi (1980)
- Komorná symfónia (1980)
- Symfónia č. 1 (1988)
- Symfónia č. 2 (1989)
- Kurucké tance (1989)

### Komorní hudba
- Poéma pre husle sólo in memoriam Dmitrij Šostakovič (1977)
- Optimalizácia (1982)
- Sonatína č. 1 a 2 pro klavír (1954, 1956)
- Päť pokojných skladieb pre klavír (1980)
- Poetické meditácie pre klavír (1981)
- Dve lyrické skladby in memoriam Alfredo Casella (1983)
- Partita pre klavír (1986)
- Štyri prelúdiá pre klavír (1987–1988)
- Postludio serale (varhany, 1980)
- Quasi una sonata per organo (varhany, 1983)
- Preludium a enigmatická fantázia pre veľký organ (1985–1986)
- Concerto da chiesa, Introduzione e corrente, Preludium e toccata(1988)
- Letné prelúdiá (1990)
- Canzona (flétna a kytara, 1976)
- Canto di speranza (housle a klavír, 1979)
- Melancholická romanca (housle a klavír, 1979)
- Amoroso (housle a klavír, 1981)
- Epigramy (housle a kytara, 1984)
- Baladická impresia (viola a klavír, 1987)
- Capriccio pre husle a violu (1987)
- Pastorále (hoboj, klarinet a fagot, 1984)
- Kasácia (1953)
- 7 smyčcových kvartet
- Divertimento pre dychové kvinteto (1976)
- Tri invencie pre dychové kvinteto (1983)
- Lyrická suita pre dychové kvinteto (1988)
- Malá komorná hudba (1964, rev. 1979)
- Dve časti pre komorný orchester (1963)
- Kryptogram I (1964)
- Avvenimento ricercado pre 2 sláčikové kvartetá a dychové kvinteto (1978)

### Elektroakustické skladby
Je autorem první elektroakustické skladby na Slovensku – Orthogenesis (1966-1968), která v roce 1969 získala 3. místo v soutěži Darmouth College Hanover (New Hampshire, USA). Další skladby:
- Punctum Alfa (1968)
- Tmel (1968)
- Tabu (1970)
- Theorema (1971)
- B-A-C-H (1979)
- Záhrada radostí (1982)
- Elegický koncert pre klarinet, mg pás a digitálny zvukový procesor (1988)
- Ave maris stella (1995)

### Filmová hudba
- Výhybka (1963), režie J. Lacko
- Prípad pre obhajcu (1964), režie M. Hollý
- Slnečný kúpeľ ( TV, 1964), režie V. Bahna
- Námestie svätej Alžbety (1965), režie V. Bahna
- Rekviem za rytierov (1970), režie J. Zachar
- Človek na moste (1972), režie J. Lacko
- Ďaleko je do neba (1972), režie J. Lacko
- Obrazy starého sveta (1972), režie D. Hanák
- Srdce na lane (1973), režie O. Krivánek
- Džarkovia (TV, 1973), režie O. Krivánek
- Miesto v dome (TV seriál, 1973, 1975), režie J. Lacko
- Naši synovia I–VI (TV, 1974), režie J. Lacko
- Rozdelení (1976), režie J. Lacko
- Príbeľská vzbura Janka Kráľa (1978), režie E. Grečner
- Vianoce Adama Boronču (1988), režie F. Chmiel
- Jaškov sen (1997), režie E. Grečner

Kromě toho komponoval sbory, upravoval lidové písně a psal hudbu k poesii. Zkomponoval rovněž hudbu k mnoha dokumentárním a animovaným filmům.